# Gov 2.0
Gov 2.0（政府2.0）是由提姆·奥莱理于2009年9月4日在techcruch網頁提出，他認為政府應當視為一個平台（Government As A Platform）提供網路服務（Web Services），政府機構不應只是提供網站，而應該提供網路服務，這些服務實際上就是政府的软件开发工具包。
政府2.0（Government 2.0，Gov 2.0）是創新2.0（Innovation 2.0）時代的政府形態，通過以移動技術為代表的雲端運算、物聯網等新一代信息技術工具和SNS、社會媒體為代表的社會工具應用，實現以用戶創新、大眾創新、開放創新、協同創新為特征的作為平臺的政府，完成政府形態從生產範式向服務範式的轉變。政府2.0是作為平臺的政府、服務導向的政府、開放的政府，致力於以用戶為中心，通過政府、市場、社會的協同與互動塑造公共價值。
信息通信技術（ICT）的融合與發展改變了知識的獲取、傳承、積累和創造方式，以及以此為基礎的創新活動的形態，並推動了生活方式、工作方式、組織方式與社會形態的深刻變革。在創新民主化進程的推動下，創新正由生產範式向服務範式轉變，以用戶為中心、社會為舞臺的面向知識社會、以人為本的下一代創新，即創新2.0正逐步浮現並進一步推動社會形態的深刻變革。創新形態的演進也同樣影響了互聯網形態的演化。蒂姆·奧萊利(Tim O′Reilly)充分認識到了信息技術演進引領的創新2.0趨勢，並將這種新的強調開放互動、以用戶為中心的互聯網形態命名為Web2.0，並進而提出政府2.0(Government 2.0) 這一概念，稱其將成為電子政府下一步的發展趨勢。威廉D.埃格斯在2004年在《政府2.0：通過信息技術來改善教育、削減開支、緩解交通擁堵、增強民主》一書中，提出了“我的政府”的概念，即以市民為中心的政府，政府可以根據公眾不同的需求提供個性化的服務，並將需求者和服務提供者匹配起來。宋剛和孟慶國在《政府2.0：創新2.0視野下的政府創新》一文中認為，政府2.0並非傳統意義上的電子政府或者網上政府，而是創新2.0時代的以用戶為中心、服務導向的政府，作為一個整體、開放的平臺，與民眾進行直接的互動和溝通，象征著政府在執行上的一個根本性轉變，從條塊分割、封閉的架構邁向一個開放、協同、合作的架構，將政府為主體的政府行政過程轉變為以社會公眾為主體，政府、市場、社會三方協同互動的公共價值塑造過程，在這一進程中，技術和社會工具將充當重要的催化劑。